# USS Leary (DD-158)
USS Leary (DD-158) là một tàu khu trục thuộc lớp Wickes được Hải quân Hoa Kỳ chế tạo trong giai đoạn Chiến tranh Thế giới thứ nhất. Nhập biên chế vào năm 1919, nó tham gia một số cuộc tập trận hạm đội và các chuyến đi huấn luyện, cùng một giai đoạn xuất biên chế từ năm 1922 đến năm 1930. Nó là chiếc tàu chiến Hoa Kỳ đầu tiên được trang bị sonar, và cũng lần đầu tiên phát hiện một con tàu Đức bằng thiết bị này. Khi Chiến tranh Thế giới thứ hai bùng nổ, nó hộ tống một số đoàn tàu vận tải đến Iceland, biển Caribe và Tây Phi, rồi được nâng cấp để phục vụ trong chiến tranh chống tàu ngầm. Vào ngày 24 tháng 12 năm 1943, đang khi bảo vệ chiếc tàu sân bay hộ tống Card đi qua vùng biển Bắc Đại Tây Dương bão tố, nó bị tàu ngầm Đức U-275 phóng ngư lôi đánh chìm với tổn thất nhân mạng 98 thành viên thủy thủ đoàn.

## Thiết kế và chế tạo
Leary là một trong số 111 chiếc tàu khu trục thuộc lớp Wickes được Hải quân Hoa Kỳ chế tạo từ năm 1917 đến năm 1919. Nó cùng với 9 tàu chị em khác được chế tạo tại xưởng đóng tàu của hãng New York Shipbuilding Corporation ở Camden, New Jersey, theo những đặc tính kỹ thuật và bản vẽ chi tiết do Bath Iron Works thiết kế.
Nó có trọng lượng choán nước tiêu chuẩn 1.090 tấn (1.070 tấn Anh; 1.200 tấn Mỹ), chiều dài chung 314 foot (96 m), mạn thuyền rộng 30 foot 6 inch (9,30 m) và mớn nước sâu 12 foot (3,7 m). Khi chạy thử máy, Leary đạt được tốc độ tối đa 35 kn (65 km/h). Nó được trang bị bốn khẩu pháo 4 in (100 mm)/50 caliber, hai khẩu 3 in (76 mm)/23 caliber và mười hai ống phóng ngư lôi ngư lôi 21 in (530 mm). Thành phần thủy thủ đoàn bao gồm 122 sĩ quan và thủy thủ. Con tàu được vận hành bởi hai turbine hơi nước Curtis và bốn nồi hơi Yarrow.
Chi tiết về tính năng thể hiện của Leary không được biết rõ, nhưng nó nằm trong nhóm tàu khu trục lớp Wickes được gọi không chính thức là "Kiểu Liberty" để phân biệt với nhóm được chế tạo dựa trên bản vẽ chi tiết do hãng Bath Iron Works thiết kế, vốn sử dụng turbine Parsons hay Westinghouse. Những chiếc nhóm Liberty bị xuống cấp nhanh chóng trong phục vụ, và cho đến năm 1929 tất cả 60 chiếc trong nhóm này được Hải quân cho nghỉ hưu. Đặc tính thể hiện thực sự của các con tàu này thấp hơn nhiều so với tính năng được kỳ vọng, đặc biệt là khía cạnh hiệu suất nhiên liệu, khi hầu hết chỉ đi được 2.300 nmi (4.300 km) ở tốc độ 15 kn (28 km/h) thay vì 3.100 nmi (5.700 km) ở 20 kn (37 km/h) theo thiết kế tiêu chuẩn. Lớp cũng gặp vấn đề khi bẻ lái và trọng lượng.
Leary được đặt lườn vào ngày 6 tháng 3 năm 1918 và được hạ thủy vào ngày 18 tháng 12 năm 1918, được đỡ đầu bởi bà Anne Leary, mẹ của Trung úy Hải quân Clarence F. Leary, và được đưa ra hoạt động vào ngày 5 tháng 12 năm 1919 dưới quyền chỉ huy của Hạm trưởng, Trung tá Hải quân F. C. Martin. Nó là chiếc tàu chiến đầu tiên của Hải quân Hoa Kỳ được đặt tên theo Trung úy Leary, người được truy tặng huân chương Chữ thập Hải quân trong Thế Chiến I. Nó được tiếp nối bởi chiếc USS Leary (DD-879), một tàu khu trục lớp Gearing hoàn tất vào năm 1945.

## Lịch sử hoạt động

### Giữa hai cuộc thế chiến
Leary khởi hành từ Boston vào ngày 28 tháng 1 năm 1920 cho chuyến đi chạy thử máy tại vùng biển Caribe, rồi tiến hành các hoạt động huấn luyện dọc theo bờ Đông Hoa Kỳ. Vào tháng 1 năm 1921, nó gia nhập Hạm đội Thái Bình Dương, và cho đến tháng 2 đã tham gia cuộc tập trận quy mô lớn ngoài khơi bờ biển Peru. Sang tháng 3, Leary băng qua kênh đào Panama và trình diện để hoạt động tại Căn cứ Hải quân vịnh Guantánamo, Cuba. Sau đó nó tham gia giám sát các cuộc thử nghiệm ném bom xuống các mục tiêu hải quân do Không lực Lục quân Hoa Kỳ dưới sự chỉ đạo của Billy Mitchell. Nó quay lại các hoạt động thực tập huấn luyện tại vùng biển Caribe cho đến tháng 6 năm 1922. Nhằm tuân thủ những điều khoản hạn chế vũ trang của Hiệp ước Hải quân Washington, nó được cho xuất biên chế tại Xưởng hải quân Philadelphia và đưa về lực lượng dự bị.
Được cho nhập biên chế trở lại vào ngày 1 tháng 5 năm 1930 với cảng nhà được đặt tại Newport, Rhode Island, Leary luân phiên các hoạt động cùng với Hạm đội Thái Bình Dương và Hạm đội Đại Tây Dương, tiến hành các cuộc cơ động huấn luyện và tham gia nhiều cuộc tập trận Vấn đề Hạm đội. Sau năm 1935, hầu hết thời gian của nó dành cho các chuyến đi huấn luyện quân nhân dự bị và học viên mới. Vào tháng 4 năm 1937, nó trải qua một đợt đại tu, bao gồm việc trang bị radar; Leary là chiếc tàu chiến Hoa Kỳ đầu tiên được lắp thiết bị này. Đến tháng 9 năm 1939, Leary và Hamilton tiến hành tuần tra liên tục ngoài khơi bờ biển New England chống lại tàu ngầm U-boat Đức. Vào ngày 9 tháng 9 năm 1941, nó bắt đầu các nhiệm vụ hộ tống đến tận Iceland. Nó cũng là chiếc tàu chiến Mỹ đầu tiên phát hiện một tàu ngầm U-Boat Đức đang khi hộ tống một đoàn tàu vận tải Anh vượt Bắc Đại Tây Dương vào ngày 9 tháng 11 năm 1941.

### Thế Chiến II
Với việc Hoa Kỳ chính thức tham gia Chiến tranh Thế giới thứ hai sau khi Nhật Bản bất ngờ tấn công Trân Châu Cảng, Leary đảm trách nhiệm vụ hộ tống vận tải. Từ ngày 26 tháng 2 năm 1942, nó trải qua một năm hộ tống các đoàn tàu vận tải từ một điểm hẹn giữa đại dương đến các cảng Iceland. Vào ngày 7 tháng 2 năm 1943, nó lên đường quay trở về Boston, trải qua một giai đoạn đại tu tại Xưởng hải quân Boston đồng thời được cải biến thành một tàu chống tàu ngầm. Vào ngày 1 tháng 3, nó rời Boston đi vịnh Guantánamo thực tập chống tàu ngầm cùng với chiếc R-5. Sau đó, nó tiếp tục nhiệm vụ hộ tống vận tải, thực hiện nhiều chuyến đi đến Trinidad cùng nhiều cảng tại vùng biển Caribe. Quay trở về New York vào ngày 25 tháng 6, nó bắt đầu hộ tống các đoàn tàu vượt đại dương, bảo vệ thành công hai đoàn tàu đi qua Aruba đến Algiers và Casablanca. Sau đó, nó gia nhập Đội đặc nhiệm 21.41 dưới quyền chỉ huy của Đại tá Hải quân Arnold J. Isbell để bảo vệ cho tàu sân bay hộ tống Card.
Vào ngày 24 tháng 12 năm 1943, đội đặc nhiệm gặp phải một cơn bão tại Bắc Đại Tây Dương, và lúc 01 giờ 58 phút, Leary dò được tín hiệu sonar của một chiếc U-boat đối phương bên mạn phải. Chỉ huy con tàu James E. Kyes ra tín hiệu báo động, nhưng trước khi chiếc tàu khu trục kịp phản ứng, nó trúng một quả ngư lôi G7es phóng từ tàu ngầm U-275. Quả ngư lôi đánh trúng mạn phải con tàu, phát nổ trong phòng động cơ phía sau, làm thiệt mạng mọi người tại đây và làm hỏng cả hai trục chân vịt. Nó nhanh chóng bị nghiêng 20 độ sang mạn phải, và không thể di chuyển trong hoàn cảnh biển động nặng. Hoàn toàn không bị đội tìm-diệt phát hiện, một chiếc U-boat thứ hai, U-382, cũng khai hỏa nhắm vào Leary nhưng bị trượt. Không lâu sau đó, Kyes ra lệnh cho thủy thủ đoàn bỏ tàu. Hai quả ngư lôi khác phóng từ U-275 lại đánh trúng, làm rung động mạnh con tàu, và nó chìm nhanh chóng với đuôi chìm trước. Nó mang theo cùng với nó 98 thành viên thủy thủ đoàn, bao gồm chỉ huy Kyes. Những người sống sót được tàu chị em Schenck cứu vớt.

## Phần thưởng
Leary được tặng thưởng một Ngôi sao Chiến trận do thành tích phục vụ trong Thế Chiến II. Do hành động dũng cảm để đảm bảo an toàn cho thủy thủ đoàn dưới quyền, hạm trưởng James E. Kyes được truy tặng Huân chương Chữ thập Hải quân. Chiếc tàu khu trục USS James E. Kyes (DD-787) thuộc lớp Gearing sau này được đặt tên nhằm tôn vinh ông.